# Oskar Bergman

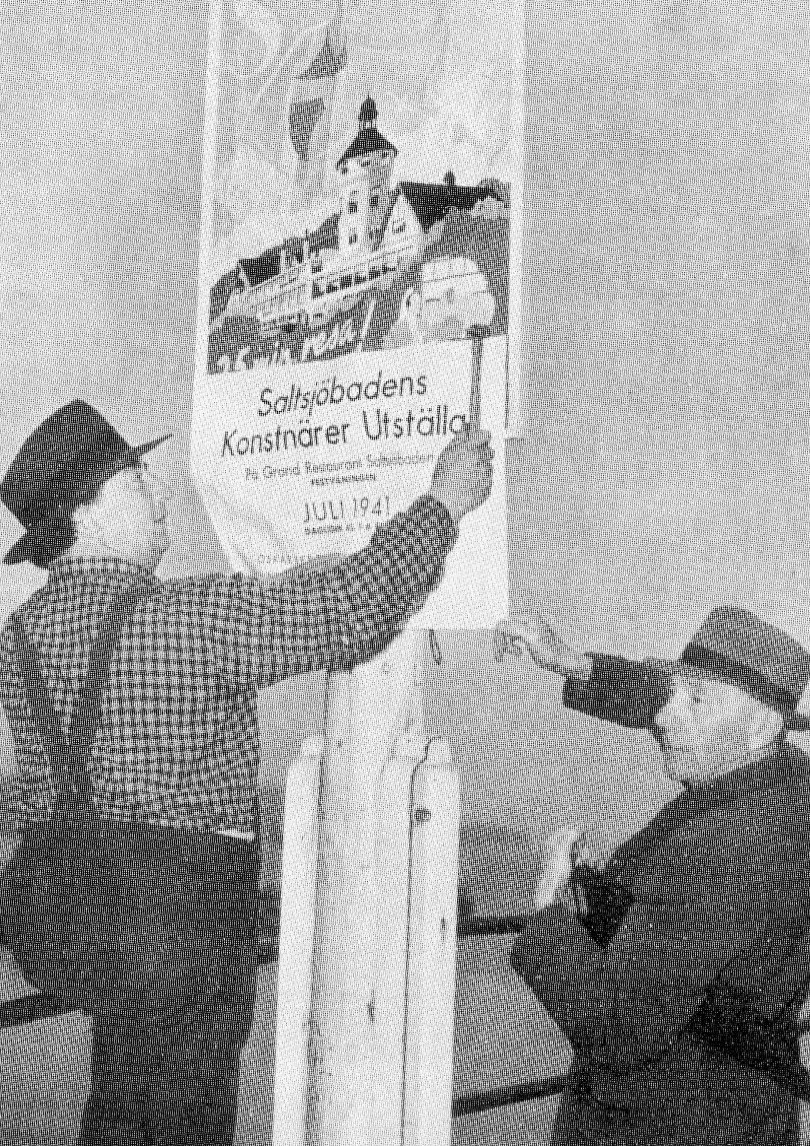
Isaac Grünewald och Oskar Bergman spikar upp en affisch för en konstutställning på Grand Restaurant i Saltsjöbaden, 1941.

Oskar Bergman, född 18 oktober 1879 i Stockholm, död 20 juli 1963 i Saltsjöbaden, var en svensk målare och grafiker. Bergman arbetade främst med akvarell och gouache. Hans verk är realistiska och detaljrika skildringar av det mellansvenska landskapet.
Bergman var autodidakt men gjorde flera studieresor i Europa. Han är representerad på bland annat Nationalmuseum, Thielska galleriet, Norrköpings konstmuseum , Örebro läns landsting och Malmö museum. Bergman bodde länge intill Neglinge gård i Saltsjöbaden och ligger begravd på ortens kyrkogård på Skogsö. Oskar Bergman var bror till skådespelaren och teaterdirektören Axel Bergman.